# Marles-en-Brie
Pour les articles homonymes, voir Marles.
Marles-en-Brie est une commune française située dans le département de Seine-et-Marne en région Île-de-France.

## Géographie

### Localisation
Marles-en-Brie est une commune de la grande couronne de la région parisienne.

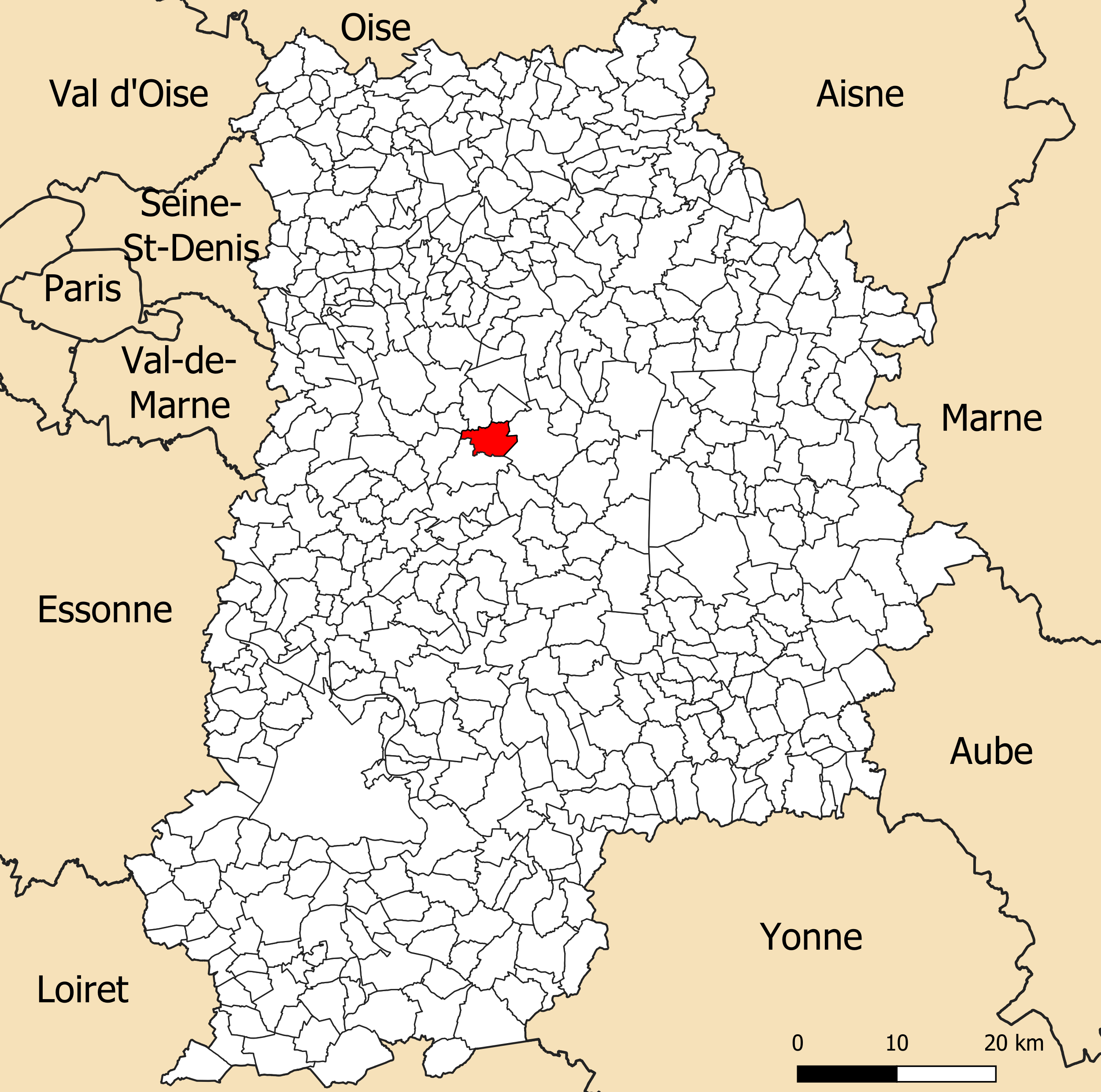
Localisation de la commune de Marles-en-Brie dans le département de Seine-et-Marne

La commune est située à 43 km des portes de Paris, 29 km de Melun et 30 km de Meaux.

### Communes limitrophes

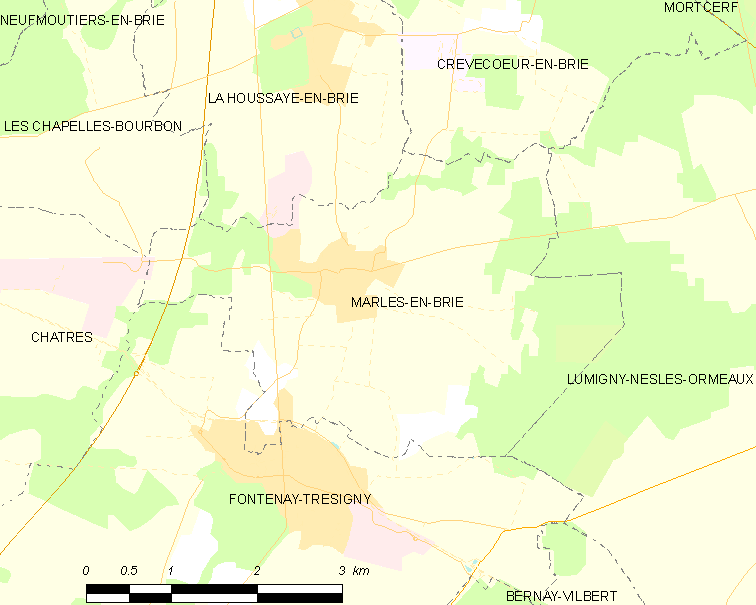
Carte des communes limitrophes de Marles-en-Brie.

| Les Chapelles-Bourbon | La Houssaye-en-Brie | Crèvecœur-en-Brie      |
|                       | Marles-en-Brie      | Lumigny-Nesles-Ormeaux |
| Châtres               | Fontenay-Trésigny   |                        |

### Géologie et relief

#### Géologie
La plateforme structurale supérieure de la Brie est constituée par une couche de pierre de meulières datant du Sannoisien. L’exploitation de ces pierres de meulières a fourni un matériau de construction très utilisé dans la commune. La couche de meulières est surmontée par un manteau plus ou moins régulier de limons des plateaux qui sont constitués par des dépôts argilo-sableux fins et compacts d’une fertilité importante.

#### Relief
La superficie de la commune est de 1 279 hectares ; l'altitude varie entre 102 et 114 mètres. La commune de Marles-en-Brie s'étend sur un plateau au relief très peu marqué, traversé par la partie supérieure du Bréon qui creusera sa vallée en aval à Fontenay-Trésigny. Ses paysages sont typiques de la Brie, marqués par une succession d'openfields (culture du blé, du maïs et de la betterave sucrière) entrecoupés de massifs forestiers plus ou moins denses (bois de Lumigny, des Dames, des Chapelles, des Vignes, de Pendu...).

### Hydrographie

#### Réseau hydrographique

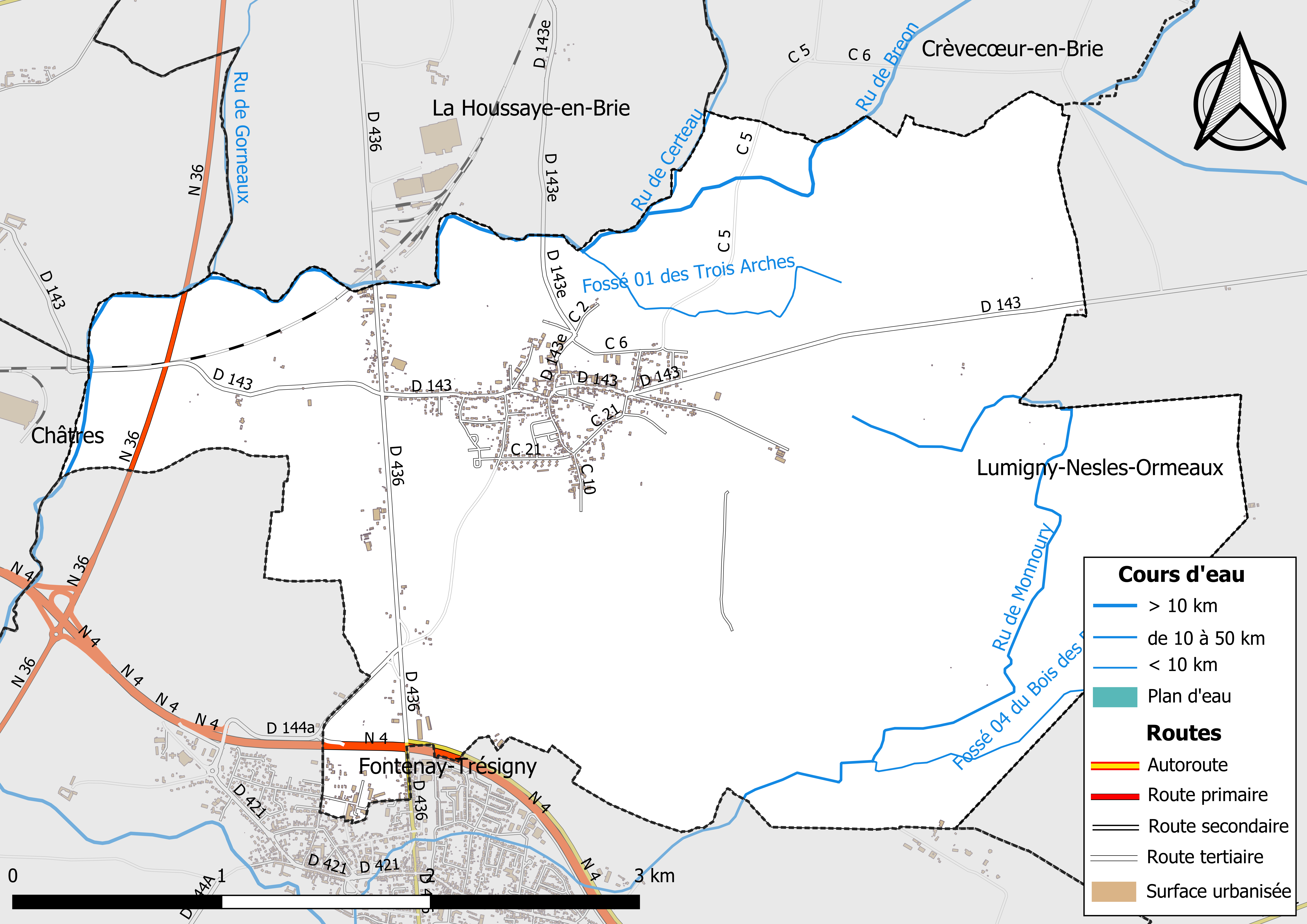
Carte des réseaux hydrographique et routier de Marles-en-Brie.

Le réseau hydrographique de la commune se compose de cinq cours d'eau référencés, entièrement situé sur le bassin versant du Bréon :
- le Bréon, long de 22,13 km[2], affluent de l’Yerres, qui sert de limite avec La Houssaye-en-Brie au nord ainsi qu'avec Les Chapelles-Bourbon et Châtres à l'ouest après un coude vers le sud. Il reçoit :
  - le ru de Certeau, 5,77 km[3] au nord de la commune, servant de limite communale avec La Houssaye-en-Brie (où coule le ru de Gorneaux dans son intégralité)[Note 1] ;
  - le ru de Monnoury, 8,01 km[4], coule sur le territoire au sud-est, il prend sa source dans le bois de Lumigny, passe près de Chaubuisson avant de traverser la ville de Fontenay-Trésigny où il rejoint le Bréon ;
    - le fossé 04 du Bois des Dames, 1,76 km[5], qui conflue avec le ru de Monnoury;

  - le fossé 01 des Trois Arches 1,59 km[6], conflue également avec le ru de Bréon.

La longueur totale des cours d'eau sur la commune est de 11,15 km.

#### Gestion des cours d'eau
Afin d’atteindre le bon état des eaux imposé par la Directive-cadre sur l'eau du 23 octobre 2000, plusieurs outils de gestion intégrée s’articulent à différentes échelles : le SDAGE, à l’échelle du bassin hydrographique, et le SAGE, à l’échelle locale. Ce dernier fixe les objectifs généraux d’utilisation, de mise en valeur et de protection quantitative et qualitative des ressources en eau superficielle et souterraine. Le département de Seine-et-Marne est couvert par six SAGE, au sein du bassin Seine-Normandie.
La commune fait partie du SAGE « Yerres », approuvé le 13 octobre 2011. Le territoire de ce SAGE correspond au bassin versant de l’Yerres, d'une superficie de 1 017 km2, parcouru par un réseau hydrographique de 450 kilomètres de long environ, répartis entre le cours de l’Yerres et ses affluents principaux que sont : le ru de l'Étang de Beuvron, la Visandre, l’Yvron, le Bréon, l’Avon, la Marsange, la Barbançonne, le Réveillon. Le pilotage et l’animation du SAGE sont assurés par le syndicat mixte pour l'assainissement et la gestion des eaux du bassin versant de l’Yerres (SYAGE), qualifié de « structure porteuse ».

### Climat
Pour des articles plus généraux, voir Climat de l'Île-de-France et Climat de Seine-et-Marne.
En 2010, le climat de la commune est de type climat océanique dégradé des plaines du Centre et du Nord, selon une étude du CNRS s'appuyant sur une série de données couvrant la période 1971-2000. En 2020, Météo-France publie une typologie des climats de la France métropolitaine dans laquelle la commune est exposée à un climat océanique altéré et est dans la région climatique Nord-est du bassin Parisien, caractérisée par un ensoleillement médiocre, une pluviométrie moyenne régulièrement répartie au cours de l’année et un hiver froid (3 °C).
Pour la période 1971-2000, la température annuelle moyenne est de 10,7 °C, avec une amplitude thermique annuelle de 15,2 °C. Le cumul annuel moyen de précipitations est de 719 mm, avec 10,9 jours de précipitations en janvier et 7,9 jours en juillet. Pour la période 1991-2020, la température moyenne annuelle observée sur la station météorologique la plus proche, située sur la commune de Mouroux à 16 km à vol d'oiseau, est de 11,3 °C et le cumul annuel moyen de précipitations est de 721,3 mm,. Pour l'avenir, les paramètres climatiques de la commune estimés pour 2050 selon différents scénarios d'émission de gaz à effet de serre sont consultables sur un site dédié publié par Météo-France en novembre 2022.

### Milieux naturels et biodiversité
Aucun espace naturel présentant un intérêt patrimonial n'est recensé sur la commune dans l'inventaire national du patrimoine naturel,,.

## Urbanisme

### Typologie
Au 1er janvier 2024, Marles-en-Brie est catégorisée bourg rural, selon la nouvelle grille communale de densité à sept niveaux définie par l'Insee en 2022.
Elle est située hors unité urbaine. Par ailleurs la commune fait partie de l'aire d'attraction de Paris, dont elle est une commune de la couronne,. Cette aire regroupe 1 929 communes,.

### Lieux-dits et écarts
La commune compte 67 lieux-dits administratifs répertoriés consultables ici dont Cherfou, la Croix Saint-Pierre, les Carrières, la forêt de Mocfeu (source : le fichier Fantoir).
Une particularité de l'agglomération de Fontenay-Trésigny est qu'une partie est située sur le territoire de la commune de Marles-en-Brie, secteur enclavé au sud de la N 4, entre la rue Pillot à l'ouest et l'avenue du Général-Leclerc à l'est. La limite longe le stade Orly et se situe à proximité du boulevard Étienne-Hardy. Les Cités Aumaître se situent dans ce secteur.

### Occupation des sols
L'occupation des sols de la commune, telle qu'elle ressort de la base de données européenne d’occupation biophysique des sols Corine Land Cover (CLC), est marquée par l'importance des territoires agricoles (62,5 % en 2018), une proportion sensiblement équivalente à celle de 1990 (62,4 %). La répartition détaillée en 2018 est la suivante : 
terres arables (57,9 %), forêts (26,4 %), zones urbanisées (7,9 %), prairies (2,6 %), milieux à végétation arbustive et/ou herbacée (2,6 %), zones agricoles hétérogènes (2 %), zones industrielles ou commerciales et réseaux de communication (0,5 %).
Parallèlement, L'Institut Paris Région, agence d'urbanisme de la région Île-de-France, a mis en place un inventaire numérique de l'occupation du sol de l'Île-de-France, dénommé le MOS (Mode d'occupation du sol), actualisé régulièrement depuis sa première édition en 1982. Réalisé à partir de photos aériennes, le Mos distingue les espaces naturels, agricoles et forestiers mais aussi les espaces urbains (habitat, infrastructures, équipements, activités économiques, etc.) selon une classification pouvant aller jusqu'à 81 postes, différente de celle de Corine Land Cover,,. L'Institut met également à disposition des outils permettant de visualiser par photo aérienne l'évolution de l'occupation des sols de la commune entre 1949 et 2018.

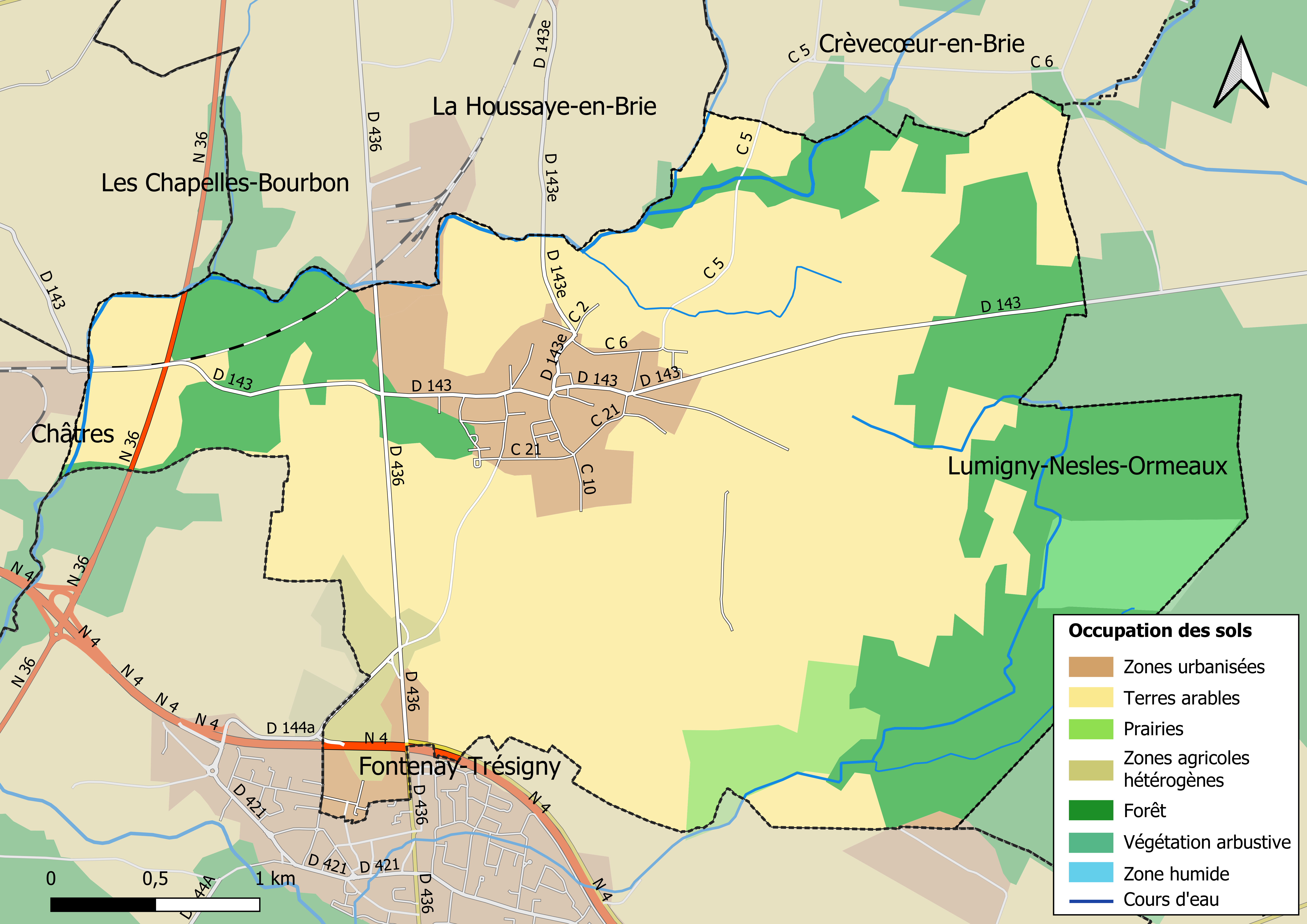
Carte des infrastructures et de l'occupation des sols en 2018 (CLC) de la commune.
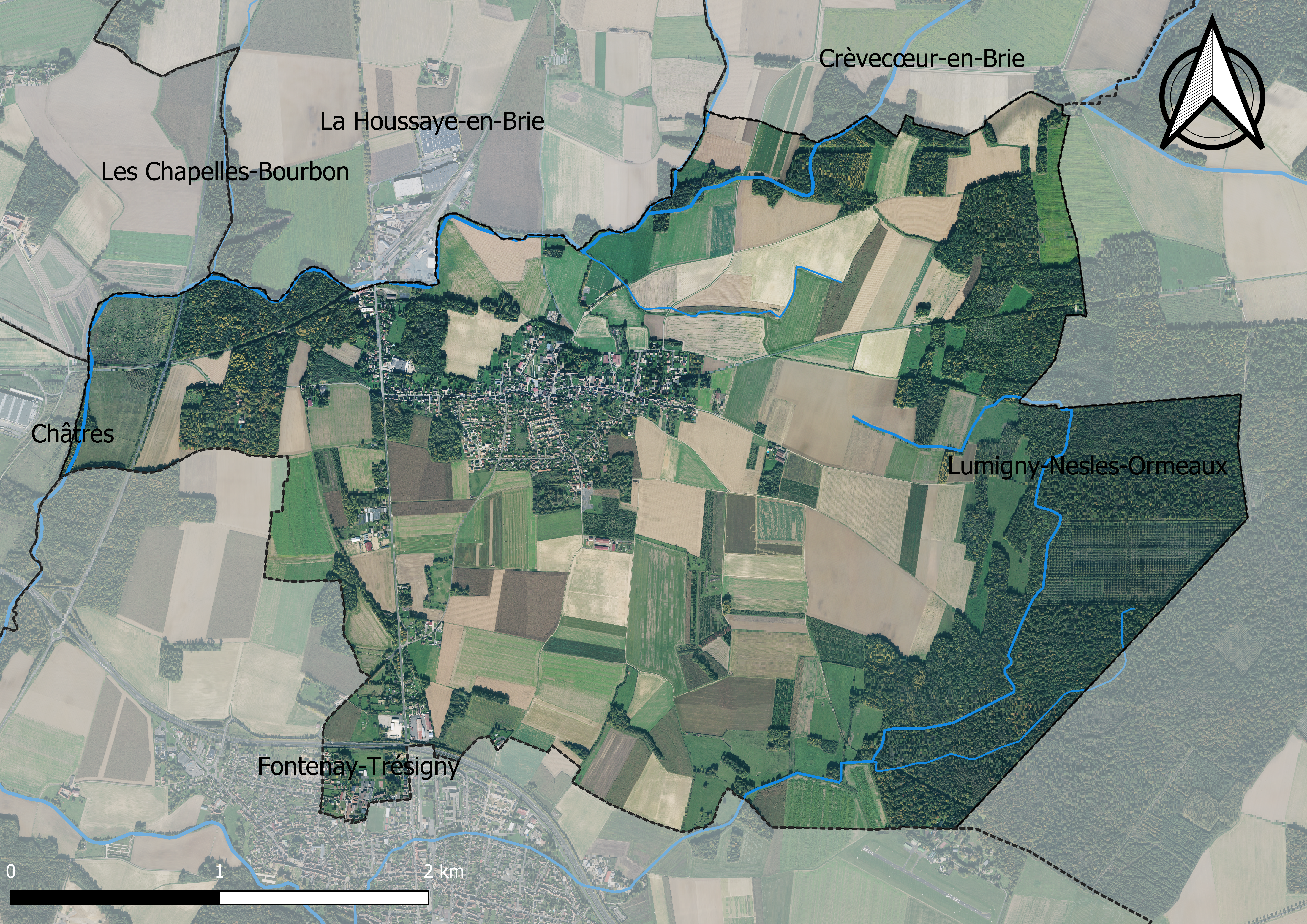
Carte orhophotogrammétrique de la commune.

### Planification
La commune disposait en 2019 d'un plan local d'urbanisme en révision. Le zonage réglementaire et le règlement associé peuvent être consultés sur le Géoportail de l'urbanisme.

### Logement
En 2017, le nombre total de logements dans la commune était de 651 dont 88,8 % de maisons (maisons de ville, corps de ferme, pavillons, etc.) et 9,2 % d'appartements.
Parmi ces logements, 92,4 % étaient des résidences principales, 1,3 % des résidences secondaires et 6,3 % des logements vacants.
La part des ménages fiscaux propriétaires de leur résidence principale s'élevait à 86,8 % contre 10,5 % de locataires et 2,6 % logés gratuitement.

### Voies de communication et transports

#### Routes

##### Historique
Le territoire communal fut traversé dès le XVIIIe siècle par la grande route rectiligne de Meaux à Melun.

##### Aujourd'hui
Le territoire communal est desservi par :
- la N 36, axe nord-sud qui permet l’accès à l’A4 vers Paris ou Meaux ou Strasbourg au nord et l’accès à la N 4 au sud vers Melun ou Tournan-en-Brie ;
- la RD 436 (ancienne N 36), qui rejoint la N 36 au nord et la RD 402 au sud à Chaumes-en-Brie, avec accès à la N 4 au niveau de Fontenay-Trésigny ;
- la RD 143 vers Les Chapelles-Bourbon à l'ouest et Lumigny à l'est ;
- la RD 143 E vers La Houssaye-en-Brie et Crèvecœur-en-Brie.

#### Circulation douce
Marles-en-Brie possède une piste cyclable reliant la sortie du village sur la RD 436 à la gare de Marles-en-Brie.
Le sentier de grande randonnée GR 1 traverse le territoire de la commune entre La Houssaye-en-Brie au nord et Fontenay-Trésigny au sud.

#### Transports en commun

##### Historique
La commune était desservie jusqu'en 1969 par la ligne de Paris-Bastille à Marles-en-Brie. Longue de 13 kilomètres parcourus en 23 minutes, elle fut mise en service le 5 juin 1893.
Pour des raisons militaires, on fit se joindre la ligne Paris-Belfort et celle de Paris-Coulommiers entre Verneuil-l'Étang et Marles-en-Brie via Chaumes-en-Brie et Fontenay-Trésigny (en cas de destruction du viaduc de Nogent-sur-Marne). Le prolongement prévu en direction de Meaux ne vit jamais le jour. La ligne de Verneuil-l'Étang à Marles-en-Brie fut fermée aux voyageurs le 1er juillet 1939 et fut remplacée par un service d'autobus. Pour le service de marchandises, un tronçon resta en activité entre Verneuil-l'Étang et Fontenay-Trésigny pour les industriels locaux dont l'usine Hardy (fabrication de baguettes pour cadres de tableaux), l'usine Aumaître et Mathé (fabrication d'échelles en bois) et la carrière de pierres meulières de la ville de Chaumes-en-Brie. Par la suite du bombardement du viaduc de Nogent-sur-Marne, le trafic reprit entre Paris et Coulommiers sur la ligne de Paris-Bastille à Marles-en-Brie entre décembre 1946 et mai 1947. La fermeture définitive aux marchandises eut lieu le 3 novembre 1969. La voie a été déposée et le tracé a en partie disparu.
Marles-en-Brie était également située sur la ligne Jouy-le-Châtel - Marles-en-Brie (24 km) du Réseau de Seine-et-Marne, ouverte en 1902. Il s'agissait d'un ancien réseau de chemins de fer à voie métrique, concédé à la Société générale des chemins de fer économiques (SE) connue sous la dénomination des "Tramways de Seine et Marne". Le service des voyageurs sera supprimé en 1934 avec transfert sur route, par autocar sur certaines sections. Les marchandises subsisteront jusqu'en 1938. La ligne fut cependant préservée au moment de l'entrée en guerre de la France lors de la Seconde Guerre mondiale. À cause de la suppression des services routiers, la ligne fut rouverte de Jouy-le-Châtel à Fontenay-Trésigny jusqu'en 1948. Le tronçon de Fontenay-Trésigny à Marles-en-Brie fut déferré en 1944. En 1950, le département constatant que les transports routiers étaient redevenus normaux, décida de fermer définitivement ce tronçon le 1er juillet 1950 et le reste de la ligne le 21 mars 1951. Tout comme pour le train, la voie a été déposée et le tracé a en partie disparu.

##### Aujourd'hui
La commune est desservie par une gare (Marles-en-Brie) de la ligne Paris - Coulommiers ( ).
La gare de Marles-en-Brie est située sur le territoire de La Houssaye-en-Brie, en bordure de la commune de Marles-en-Brie. La station fut mise en service le 2 février 1861 par la compagnie des chemins de fer de l'Est avec l'ouverture de la section de ligne allant de la gare de Gretz à Mortcerf. Aujourd'hui, c'est une gare de la Société nationale des chemins de fer français (SNCF) desservie par les trains de la ligne P du Transilien.
Marles-en-Brie est également desservie par les lignes 10, 21, 28, 33 et 309 du réseau de bus du Pays Briard.

## Toponymie
Le nom de la localité est mentionné sous les formes Malles vers 1185 ; Marla vers 1200 ; Malla en 1221 ; Marlet en Brie et Malle en Brie en 1333 ; Malle en 1385 ; Marle en Brie en 1391 ; « Le grand hôtel de Marles » en 1416 ; Merle en 1509 ; Marles-en-Brie (Décret du 19 août 1924).
Marles-en-Brie dériverait de l'ancien français marle, du latin tardif marglia, diminutif du latin marga, qui serait selon Pline le Jeune un mot gaulois, de l'oïl marle, marne, « terre argilo-calcaire ». « Les marliéres ou marniéres ont été parfois des lieux où l'ont tirait la marne pour amender les terres, parfois de lieux d'extraction d'une terre à poterie ».

## Histoire
Le village est mentionné dès le XIIe siècle, "Malles".
Marles dépendait de l'évêché de Meaux et de la seigneurie de Tournan (actuel Tournan-en-Brie).
Philippe le Hardi l'enleva à Anceau de Garlande [Lequel ?] et la plaça sous la dépendance de son château de Melun, mais Marles resta lié à la seigneurie de Tournan, qui appartenait elle-même à la seigneurie de Fontenay 
(actuel Fontenay-Trésigny)[réf. nécessaire].
en 1522, les moniales cisterciennes de l'abbaye du Pont-aux-Dames à Couilly déclare aux officiers du roi François Ier 72 arpents de terre au lieu-dit La Fresnoys, baillés à cens et rentes à l'année à plusieurs personnes moyennant 4 deniers tournois de cens chaque arpent à 4 sols huit deniers tournois de rente l'arpent de terre et sept sols 8 deniers l'arpent de pré; le tout 20 livres tournois. Item au lieu-dit Les Fresnoys, « près et attenant de la pièce devant dite une pièce de terre contenant quatre vingt arpents ou environ et appartenant à présent à Jehan Maugis, sur lequel héritaige a été aulmosnée à l'église du Pont cinquante neuf sols six deniers tournois de rente, par deffunt Me Gille Palliart, pour raison d'une sienne fille , jadis religieuse en ladite abbaye du Pont, et pour estre aux prières d'icelle église, pour ce »
Au XVIIIe siècle, Marles présente un rempart en forme de quadrilatère dont les angles sont situés aux axes cardinaux, où se trouvent les portes. Ce rempart a été démantelé au XIXe siècle, mais le tracé a subsisté à travers les rues (rue de la Brêche-aux-Loups, chemin de la Ferme-du-Moulin, début ouest de la rue du Chemin-Vert) et les limites cadastrales.
Marles devint alors la propriété du comte d'Eu au XVIIIe siècle, puis celle du duc de Penthièvre jusqu'à la Révolution française.
En 1789, le village faisait partie de l'élection de Rozay et de la généralité de Paris dont il suivait la coutume.
Le 14 avril 1789, le Tiers État élit ses députés et rédige son cahier de doléances;
Le diocèse de Meaux avait la collation de l'église paroissiale Saint-Germain-d'Auxerre.

## Politique et administration

### Situation administrative
Dans le cadre du redécoupage cantonal de 2014 en France, Fontenay-Trésigny est devenu le chef-lieu du canton de Fontenay-Trésigny qui regroupe 33 communes et 49 804 habitants.
Le canton de Fontenay-Trésigny comprend les communes suivantes : Bernay-Vilbert, La Chapelle-Iger, Les Chapelles-Bourbon, Châtres, Chaumes-en-Brie, Coubert, Courpalay, Courquetaine, Crèvecœur-en-Brie, Dammartin-sur-Tigeaux, Évry-Grégy-sur-Yerre, Faremoutiers, Fontenay-Trésigny, Grisy-Suisnes, Guérard, La Houssaye-en-Brie, Limoges-Fourches, Lissy, Liverdy-en-Brie, Lumigny-Nesles-Ormeaux, Marles-en-Brie, Mortcerf, Neufmoutiers-en-Brie, Ozouer-le-Voulgis, Pécy, Le Plessis-Feu-Aussoux, Pommeuse, Presles-en-Brie, Rozay-en-Brie, Soignolles-en-Brie, Solers, Vaudoy-en-Brie, Voinsles. Le redécoupage a pris effet en mars 2015, lors du renouvellement général des assemblées départementales.
Le canton de Fontenay-Trésigny se situe dans le département de Seine-et-Marne qui a pour commune chef-lieu la ville de Melun. Le canton de Fontenay-Trésigny est composé de communes appartenant aux arrondissements de Provins (17 communes), Melun (13 communes) et Meaux (3 communes). Marles-en-Brie appartient à l'arrondissement de Provins, le plus étendu mais le second moins peuplé et le moins dense du département. Cet arrondissement de 9 ancien cantons et 165 communes comptait 161 849 habitants en 2012.
Marles-en-Brie appartenait jusqu'alors au canton de Rozay-en-Brie, qui comprenait 22 communes et comptait 25 985 habitants en 2012. Fontenay-Trésigny était la commune la plus peuplée du canton, loin devant Rozay-en-Brie qui compte près de la moitié de sa population. Le canton de Rozay-en-Brie faisait partie de l’arrondissement de Provins. De la Révolution à 1926, Marles-en-Brie et le canton de Rozay-en-Brie appartenaient à l'arrondissement de Coulommiers, puis de 1926 à 2005 à l'arrondissement de Melun avant de passer à l'arrondissement de Provins en 2006.

### Tendances politiques et résultats
Longtemps marquée par les rapports sociaux découlant de la propriété foncière, la Seine-et-Marne est, de manière générale, un département de tradition plutôt conservatrice, même si elle a été rapidement, sous la Troisième République, gagnée aux idées républicaines. Cette tradition conservatrice se manifeste notamment dans les arrondissements ruraux de Seine-et-Marne, où sont régulièrement élus des candidats issus des partis de droite.
Lors des élections départementales de 2015, Jean-Jacques Barbaux (maire de Neufmoutiers-en-Brie et conseiller général sortant du canton de Rozay-en-Brie) et Daisy Luczak (maire de Courquetaine), binôme UMP, ont été élus conseillers départementaux au second tour pour le canton de Fontenay-Trésigny. Jean-Jacques Barbaux a été ensuite élu président du conseil départemental de Seine-et-Marne.

### Liste des maires
Depuis 1947, sept maires se sont succédé à Marles-en-Brie :
| Période                                  | Période   | Identité         | Étiquette | Qualité                  |
| ---------------------------------------- | --------- | ---------------- | --------- | ------------------------ |
| Les données manquantes sont à compléter. |           |                  |           |                          |
| décembre 1947                            | mars 1971 | Gilbert Maillard |           |                          |
| mars 1971                                | mars 1977 | Louis Montel     |           |                          |
| mars 1977                                | mars 1983 | Pierre Semery    |           |                          |
| mars 1983                                | mars 2008 | Michel Bouton    | SE        | Ingénieur                |
| mars 2008                                | mars 2014 | Monique Allain   | SE        | Secrétaire médico-social |
| mars 2014                                | 2020      | Stéphane Bonnel  | DVD       | Ingénieur bio-médical    |
| 2020                                     | En cours  | Patrick Poisot   |           |                          |

### Instances judiciaires et administratives
Marles-en-Brie relève du tribunal d'instance de Meaux, du tribunal de grande instance de Meaux, de la cour d'assises de Melun, de la cour d'appel de Paris, du tribunal pour enfants de Meaux, du conseil de prud'hommes de Meaux, du tribunal de commerce de Meaux, du tribunal administratif de Melun et de la cour administrative d'appel de Paris.

### Intercommunalité
Marles-en-Brie fait partie de la communauté de communes du Val Bréon qui regroupe dix communes adhérentes au 1er janvier 2015.

### Jumelages
La commune de Marles-en-Brie n'est jumelée avec aucune autre commune.

### Politique environnementale
La commune de Marles-en-Brie adhère au syndicat intercommunal d'enlèvement et de traitement des ordures ménagères de la région de Tournan-en-Brie (SIETOM) qui a pour compétence la collecte et le traitement des déchets des habitants de 41 communes membres.
Le SIETOM exploite au total cinq déchetteries, une usine de tri des déchets à Tournan-en-Brie et une usine de valorisation des ordures ménagères à Ozoir-la-Ferrière. Fontenay-Trésigny possède une déchetterie, ouverte en 2005 et située sur la route de Chaubuisson le long de la route nationale 4.

## Équipements et services

### Eau et assainissement
L’organisation de la distribution de l’eau potable, de la collecte et du traitement des eaux usées et pluviales relève des communes. La loi NOTRe de 2015 a accru le rôle des EPCI à fiscalité propre en leur transférant cette compétence. Ce transfert devait en principe être effectif au 1er janvier 2020, mais la loi Ferrand-Fesneau du 3 août 2018 a introduit la possibilité d’un report de ce transfert au 1er janvier 2026,.

#### Assainissement des eaux usées
En 2020, la commune de Marles-en-Brie gère le service d’assainissement collectif (collecte, transport et dépollution) en régie directe, c’est-à-dire avec ses propres personnels.
L’assainissement non collectif (ANC) désigne les installations individuelles de traitement des eaux domestiques qui ne sont pas desservies par un réseau public de collecte des eaux usées et qui doivent en conséquence traiter elles-mêmes leurs eaux usées avant de les rejeter dans le milieu naturel. Le SIAEPA de la région de La Houssaye-en-Brie assure pour le compte de la commune le service public d'assainissement non collectif (SPANC), qui a pour mission de vérifier la bonne exécution des travaux de réalisation et de réhabilitation, ainsi que le bon fonctionnement et l’entretien des installations,.

#### Eau potable
En 2020, l'alimentation en eau potable est assurée par la commune qui en a délégué la gestion à l'entreprise Suez, dont le contrat expire le 30 septembre 2023,.

## Population et société

### Démographie
L'évolution du nombre d'habitants est connue à travers les recensements de la population effectués dans la commune depuis 1793. Pour les communes de moins de 10 000 habitants, une enquête de recensement portant sur toute la population est réalisée tous les cinq ans, les populations de référence des années intermédiaires étant quant à elles estimées par interpolation ou extrapolation. Pour la commune, le premier recensement exhaustif entrant dans le cadre du nouveau dispositif a été réalisé en 2006.

En 2022, la commune comptait 1 889 habitants, en évolution de +17,99 % par rapport à 2016 (Seine-et-Marne : +3,92 %, France hors Mayotte : +2,11 %).
| 1793 | 1800 | 1806 | 1821 | 1831 | 1836 | 1841 | 1846 | 1851 |
| ---- | ---- | ---- | ---- | ---- | ---- | ---- | ---- | ---- |
| 528  | 542  | 551  | 608  | 610  | 582  | 552  | 606  | 606  |

| 1856 | 1861 | 1866 | 1872 | 1876 | 1881 | 1886 | 1891 | 1896 |
| ---- | ---- | ---- | ---- | ---- | ---- | ---- | ---- | ---- |
| 572  | 543  | 480  | 461  | 458  | 467  | 483  | 510  | 506  |

| 1901 | 1906 | 1911 | 1921 | 1926 | 1931 | 1936 | 1946 | 1954 |
| ---- | ---- | ---- | ---- | ---- | ---- | ---- | ---- | ---- |
| 542  | 469  | 545  | 541  | 604  | 692  | 675  | 627  | 598  |

| 1962 | 1968 | 1975 | 1982 | 1990  | 1999  | 2006  | 2011  | 2016  |
| ---- | ---- | ---- | ---- | ----- | ----- | ----- | ----- | ----- |
| 545  | 541  | 664  | 853  | 1 095 | 1 294 | 1 409 | 1 443 | 1 601 |

| 2021  | 2022  | - | - | - | - | - | - | - |
| ----- | ----- | - | - | - | - | - | - | - |
| 1 843 | 1 889 | - | - | - | - | - | - | - |

### Enseignement
Marles-en-Brie est située dans l'académie de Créteil.
La commune dispose d'une école maternelle et élémentaire.
L'enseignement au collège est dispensé sur la commune de Fontenay-Trésigny. Le collège Stéphane-Mallarmé, qui compte seize classes, accueille les enfants de Fontenay-Trésigny ainsi que ceux des communes de Marles-en-Brie et depuis septembre 2012, les élèves de Mortcerf.

### Santé
Les hôpitaux les plus proches sont la clinique privée de Tournan-en-Brie, le centre hospitalier de Marne-la-Vallée et le centre hospitalier de Coulommiers.

### Sécurité

#### Police - gendarmerie
Marles-en-Brie dépend de la Brigade territoriale autonome de gendarmerie de Mortcerf, située rue du 27-Août-1944.

#### Sapeurs-Pompiers
Fontenay-Trésigny dispose d'un nouveau centre d'intervention et de secours inauguré en mai 2013 et situé en périphérie d'agglomération à l'extrémité de la rue Bertaux.

### Sports

#### Activités
La ville de Marles-en-Brie dispose de sept associations sportives : tennis, Taichi, football, boxe, karaté et pétanque . Cette commune est adhérente au syndicat intercommunal de la piscine de Fontenay - Trésigny.

#### Équipements sportifs
La ville dispose d'un espace municipal avec des terrains de football, basket-ball et tennis.

### Médias
Le quotidien régional Le Parisien, dans son édition locale Seine-et-Marne, ainsi que le bi-hebdomadaire Le Pays Briard relatent les informations locales.
La commune est en outre dans le bassin d’émission des chaînes de télévision France 3 Paris Île-de-France Centre et d'IDF1.
L’information institutionnelle est assurée par plusieurs publications périodiques : le Journal de la communauté de communes du Val Bréon ; Seine-et-Marne Magazine, mensuel diffusé par le conseil départemental de Seine-et-Marne et le Journal du Conseil régional, bimensuel diffusé par le conseil régional d'Île-de-France.

### Cultes
La commune de Marles-en-Brie fait partie de la paroisse catholique « Pôle missionnaire de Mormant » au sein du diocèse de Meaux. Elle dispose de l'église Saint-Germain de Marles-en-Brie.

### Manifestations culturelles et festivités
Dans le domaine culturel, la commune dispose d'une bibliothèque associative.
Plusieurs associations culturelles sont présentes : country dance, patrimoine et histoire du village, loisirs créatifs.
Une société est spécialisée dans l'animation.

## Économie

### Revenus de la population et fiscalité
En 2017, le nombre de ménages fiscaux de la commune était de 603, représentant 1 739 personnes et la  médiane du revenu disponible par unité de consommation  de 25 360 euros.

### Emploi
En 2017 , le nombre total d’emplois dans la zone était de 214, occupant 817 actifs  résidants.
Le taux d'activité de la population (actifs ayant un emploi) âgée de 15 à 64 ans s'élevait à 69,8 % contre un taux de chômage de 6,7 %. 
Les 23,5 % d’inactifs se répartissent de la façon suivante : 11,8 % d’étudiants et stagiaires non rémunérés, 5,8 % de retraités ou préretraités et 5,9 % pour les autres inactifs.

### Secteurs d'activité

#### Entreprises et commerces
En 2018, le nombre d'établissements actifs était de 108 dont 5 dans l’industrie manufacturière, industries extractives et autres, 27 dans la construction, 34 dans le commerce de gros et de détail, transports, hébergement et restauration, 5 dans l’Information et communication,  1 dans les activités financières et d'assurance, 17 dans les activités spécialisées, scientifiques et techniques et activités de services administratifs et de soutien, 9 dans l’administration publique, enseignement, santé humaine et action sociale et 10  étaient relatifs aux autres activités de services.
En 2019, 29 entreprises ont été créées sur le territoire de la commune, dont 23 individuelles.
Au 1er janvier 2020, la commune ne disposait pas d’hôtel et de terrain de camping.
La commune compte cinq commerces : boulangerie-pâtisserie, bar-restaurant, traiteur, pépiniériste, horticulteur ainsi que quatre artisans : coiffeur, électricien, fermier, informaticien de gestion.

#### Agriculture
Marles-en-Brie est dans la petite région agricole dénommée la « Brie boisée », une partie de la Brie autour de Tournan-en-Brie. En 2010, l'orientation technico-économique de l'agriculture sur la commune est la culture de fleurs et horticulture diverse.
Si la productivité agricole de la Seine-et-Marne se situe dans le peloton de tête des départements français, le département enregistre un double phénomène de disparition des terres cultivables (près de 2 000 ha par an dans les années 1980, moins dans les années 2000) et de réduction d'environ 30 % du nombre d'agriculteurs dans les années 2010. Cette tendance se retrouve au niveau de la commune où le nombre d’exploitations est passé de 11 en 1988 à 8 en 2010. Parallèlement, la taille de ces exploitations augmente, passant de 54 ha en 1988 à 84 ha en 2010.
Le tableau ci-dessous présente les principales caractéristiques des exploitations agricoles de Marles-en-Brie, observées sur une période de 22 ans : 
|                                      | 1988 | 2000  | 2010 |
| ------------------------------------ | ---- | ----- | ---- |
| Dimension économique,                |      |       |      |
| Nombre d’exploitations (u)           | 11   | 10    | 8    |
| Travail (UTA)                        | 21   | 22    | 21   |
| Surface agricole utilisée (ha)       | 598  | 1 044 | 672  |
| Cultures                             |      |       |      |
| Terres labourables (ha)              | 521  | 838   | 509  |
| Céréales (ha)                        | 460  | 580   | 324  |
| dont blé tendre (ha)                 | 255  | 352   | 210  |
| dont maïs-grain et maïs-semence (ha) | 191  | 172   | 68   |
| Tournesol (ha)                       | s    |       | s    |
| Colza et navette (ha)                | 0    | s     | 46   |
| Élevage                              |      |       |      |
| Cheptel (UGBTA)                      | 426  | 471   | 348  |

## Culture locale et patrimoine

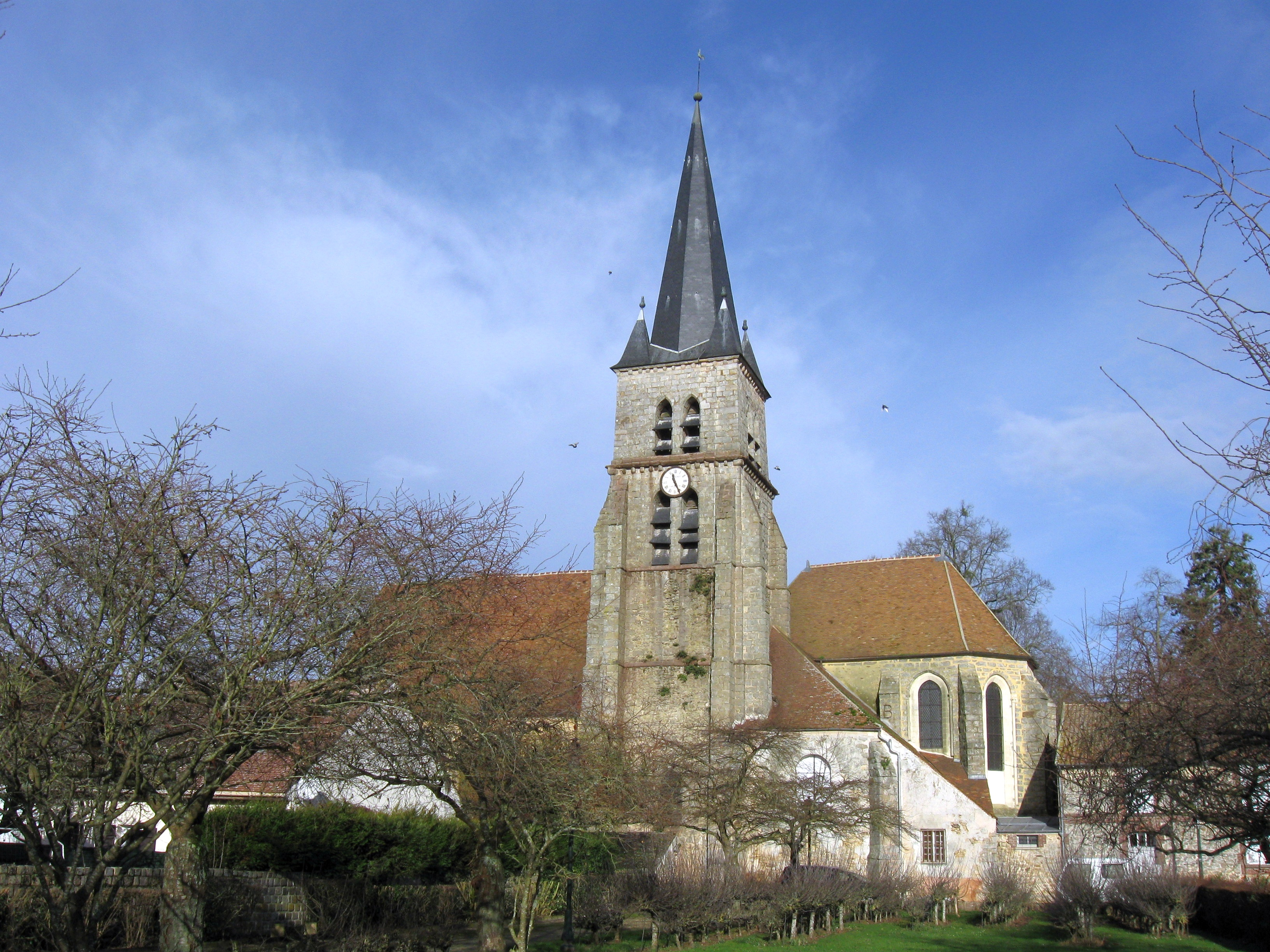
L'église Saint-Germain.

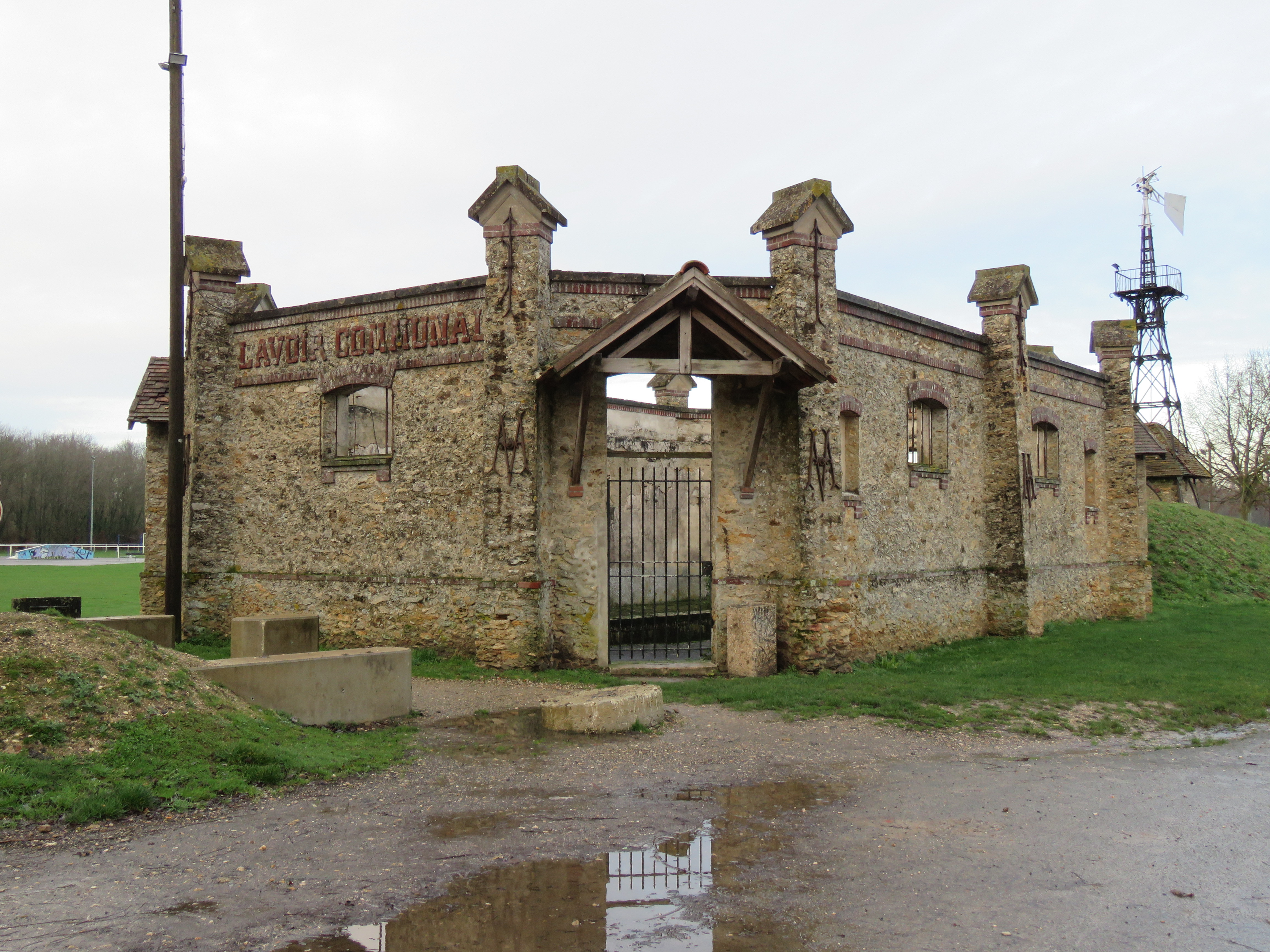
Le lavoir et son éolienne.

### Lieux et monuments
- L'église Saint-Germain du XIIIe siècle construite sur des substructions gallo-romaines.

Classée monument historique en 1922, l'église de Marles-en-Brie, placée sous le vocable de saint Germain d'Auxerre, est constituée principalement en grès et en meulière,.
La majeure partie de l'église est de style roman.
Si son origine date du XIIIe siècle, d'autres parties ont été ajoutées quelques siècles plus tard comme la nef construite au XVIe siècle.
La voûte de la grande nef, beaucoup plus récente, date du XVIIIe siècle. L'édifice abrite de nombreuses statues, ainsi qu'un coffre en bois du XVIIe siècle utilisé comme autel.
- Lavoir et son éolienne, inscrit monument historique en 2014[84],[85].
- Rives du Bréon.
- Bois de Lumigny.
- Château de La Ferté (XIXe siècle).

### Héraldique
| Blason de Marles-en-Brie | Blason  | D'or au moulin à vent de sable, accompagné en chef de deux quintefeuilles de gueules et, en pointe, d'une fleur de lis du même. |
| Blason de Marles-en-Brie | Détails | |

#### Histoire
- Christian de Bartillat, Au Village de Brie, Presses du Village, 1984, 352 p.
- Frédéric-Auguste Denis, Lectures sur l'histoire de l'agriculture en Seine-et-Marne, Presses du Village, 1982, 376 p.
- André Laurent, La Seine-et-Marne autrefois, Éditions Horvath, 1982, 192 p.  (ISBN 2-7171-0238-8)
- François et Maguy Palau, Le rail en France : Le Second empire (1852-1857), tome I, Paris, Palau, 1998, 215 p.  (ISBN 2-95094-211-3)
- François et Maguy Palau, Le rail en France - Tome II, 1858 - 1863, 2001, 223 p.  (ISBN 978-2-95094-212-8)
- René-Charles Plancke, La vie rurale en Seine-et-Marne 1853-1953, Éditions Amatteis, 1982, 256 p.
- René-Charles Plancke, Histoire de Seine-et-Marne vie paysanne, Éditions Amatteis, 1986, 432 p.

#### Patrimoine architectural
- Le patrimoine des communes de la Seine-et-Marne - tome 2, Paris, Editions Flohic, 2001, 1507 p. (ISBN 2-84234-100-7), « Marles-en-Brie », p. 1338–1339